# 一杯のビール
一杯のビール（いっぱいのビール、原題：Un bon bock）は、1892年にシャルル・エミール・レイノーによって作られたフランスのアニメーションである。一杯のビールは700枚のイラストから構成された15分のアニメーションである。
これは世界初のアニメーションの一つであり、プラキシノスコープを改良したテアトル・オプティークという装置を用いてレイノーが上映した。
一杯のビールは道化師と犬(Le Clown et ses chiens)・哀れなピエロ(Pauvre Pierrot)と同時に1892年の10月28日にパリのグレヴァン蝋人形館で上映された。これら3つの作品は光のパントマイム(Pantomimes Lumineuses)として知られている。これらは絵を繋げて上映された初めての作品である。上映は、レイノーが自ら絵を操ることによって行われた。
このアニメーションは失われたと見られている。コピーも存在せず、レイノーが2つのアニメーションを残して残りの全てをセーヌ川に投げた際に失われた。